# Philippe Horvath
Philippe Horvath est un chercheur français spécialisé en microbiologie et en biologie moléculaire. À l’issue de son doctorat, il s’oriente vers la recherche appliquée dans le domaine des ferments lactiques. Ses travaux de recherche ont notamment concerné CRISPR-Cas, système bactérien d’immunité adaptative contre les bactériophages. Il occupe actuellement un poste de « Senior scientist » chez DuPont Nutrition and Health, à Dangé-Saint-Romain (Vienne, France).

## Études et carrière
Philippe Horvath naît le 17 avril 1970 à Colmar (Haut-Rhin, France), où il suit sa scolarité jusqu’à l’obtention du baccalauréat série D en 1988 au Lycée Camille-Sée. Il entame ensuite des études de biologie à l’Université Louis-Pasteur de Strasbourg, études qu’il finance en partie grâce à divers emplois d’été. Ainsi, entre 1989 et 1994, il travaille pendant ses congés d’été chez Péchiney Rhénalu à Neuf-Brisach. Après avoir obtenu son DEUG B en 1991, sa licence de biochimie en 1993, et sa maîtrise en 1994, il effectue ses obligations militaires. De retour à l’Université Louis-Pasteur en septembre 1995, Philippe Horvath obtient en 1996 son Diplôme d’Études Approfondies, une allocation de recherche (bourse MENRT du Ministère de l’Éducation Nationale, de la Recherche et de la Technologie), ainsi qu’un poste de moniteur du Centre d’Initiation à l’Enseignement Supérieur (CIES).
À partir de septembre 1996, Philippe Horvath effectue ses recherches doctorales au sein du Laboratoire de Microbiologie et de Génétique à l’Institut de Botanique de Strasbourg, sous la direction de Jean-Claude Hubert et de Benoît Kammerer, sur le thème « Dynamique, évolution et expression de génomes de bactéries lactiques : le cas du métabolisme des pyrimidines chez Lactobacillus plantarum CCM 1904 ». En juin 1999, il participe à la première édition des Doctoriales d’Alsace à Mittelwihr, ce qui contribue à renforcer son intérêt pour le monde de l’entreprise. À la fin de la même année, il obtient un demi-poste d’attaché temporaire d’enseignement et de recherche (ATER). Il obtient son doctorat de biologie cellulaire et moléculaire, (mention très honorable avec félicitations du jury), après avoir soutenu sa thèse le 11 septembre 2000.
Philippe Horvath est recruté en décembre 2000 par l’entreprise française Rhodia Food, division agro-alimentaire de Rhodia (ex-Rhône Poulenc) à Dangé-Saint-Romain (Vienne, France), où il intègre l’équipe de recherche et développement d’Annie Sepulchre. Sa première mission consiste à mettre en place un laboratoire de biologie moléculaire dans le but de développer des outils d’identification et de génotypage de micro-organismes, notamment des bactéries lactiques et leurs bactériophages. En mai 2004, Rhodia cède sa branche Rhodia Food à l’entreprise danoise Danisco, alors leader mondial sur le marché des ingrédients alimentaires. Philippe Horvath devient « Senior Scientist » en 2006. En 2011, l’entreprise américaine DuPont rachète Danisco. Philippe Horvath est nommé « DuPont Fellows Forum Associate » en 2014, et « DuPont Nutrition and Health Technical Fellow » en 2015.
En 2016, Philippe Horvath est devenu titulaire d'une Chaire Honoraire à l'Institut d'Études Avancées de l'Université de Strasbourg (USIAS).

## Travaux et contributions scientifiques
C’est en cherchant à différencier finement des souches de l’espèce Streptococcus thermophilus que Philippe Horvath perçoit, dès 2002, l’intérêt du polymorphisme des séquences CRISPR. Le séquençage des régions CRISPR de différentes souches provenant de la collection Danisco, et notamment la comparaison de séquences issues de souches phylogénétiquement proches, permet à Philippe Horvath et ses collègues, en 2005, d’établir l’implication de CRISPR et des gènes cas (« CRISPR-associated ») dans la résistance bactérienne contre les bactériophages. En mars 2007, Philippe Horvath et ses collègues de Danisco, notamment Rodolphe Barrangou (de), Patrick Boyaval, Christophe Fremaux et Dennis Romero, épaulés par l’équipe du Professeur Sylvain Moineau à l’Université Laval (Québec, Canada), démontrent pour la première fois le rôle biologique de CRISPR-Cas en tant que système adaptatif d’immunité contre les bactériophages. Cet article publié dans le journal Science devient rapidement la référence la plus citée dans le domaine CRISPR et le restera jusqu’en 2015. Philippe Horvath et Rodolphe Barrangou sont également auteurs d’un article de synthèse fréquemment cité qui a été publié en janvier 2010 dans le journal Science(en).
Entre 2008 et 2014, les travaux menés en collaboration avec les équipes du professeur Sylvain Moineau d’une part, et du professeur Virginijus Šikšnys à l’Institut de Biotechnologie de l’Université de Vilnius (Lituanie) d’autre part, ont permis de révéler des éléments critiques et des caractéristiques essentielles des systèmes CRISPR-Cas, notamment l’existence du PAM (« protospacer adjacent motif »), la coupure double brin de l’ADN cible par Cas9, la capacité du système CRISPR-Cas à fonctionner dans des conditions hétérologues, ainsi que la capacité de la nucléase Cas9 à être reprogrammée via un petit ARN dérivé de CRISPR.
En dehors du domaine CRISPR-Cas, Philippe Horvath est également impliqué dans des travaux concernant la compétence naturelle chez Streptococcus thermophilus (en collaboration avec l’équipe du professeur Pascal Hols à l’Université Catholique de Louvain, en Belgique) et la caractérisation génomique de diverses bactéries lactiques telles que Streptococcus thermophilus, Bifidobacterium animalis subsp. lactis, et Lactobacillus
herbarum.
À ce jour (juin 2016), Philippe Horvath est co-inventeur de 95 brevets et/ou demandes de brevets, et co-auteur de 32 articles à comité de lecture et 4 chapitres de livres11.

## Prix et distinctions
- 2015: Massry Prize(2015)14, conjointement avec Emmanuelle Charpentier et Jennifer Doudna
- 2016: Warren Alpert Foundation Prize conjointement avec Rodolphe Barrangou, Emmanuelle Charpentier, Jennifer Doudna et Virginijus Šikšnys
- 2016: Prix Gairdner conjointement avec Rodolphe Barrangou, Emmanuelle Charpentier, Jennifer Doudna et Feng Zhang[9]